# Италијанска инвазија Албаније
Италијанска инвазија Албаније (7. април-12. април 1939) је била краткотрајна војна кампања Краљевине Италије против Краљевине Албаније. Рат је био последица империјалистичке политике италијанског диктатора Бенита Мусолинија. Албанија је била поражена за кратко време, њен краљ Зог I је побегао у изгнантсво, а краљевина је постала део Италијанске империје као посебно краљевство у персоналној унији са италијанском круном.

## Позадина
Албанија је одавно представљала важан стратешки значај за Краљевину Италију. Италијански поморски стратези прижељкивали су луку Валону и острво Сазан на улазу у Валонски залив, јер би Италији дали контролу над улазом у Јадранско море, и погодну базу за војне операције на Балкану. У касном османском периоду, са нагласком на ислам, албански националистички покрет стекао је снажну подршку две јадранске поморске силе, Аустроугарске и Италије, које су биле забринуте због панславизма на ширем Балкану и англо-француске хегемоније наводно присутне на том подручју преко Грчке. Пре Првог светског рата Италија и Аустроугарска подржале су стварање независне албанске државе. По избијању рата, Италија је искористила шансу да окупира јужну половину Албаније, како би претекла Аустроугарску. Тај успех није дуго трајао, јер je отпор становништва током следећег Валонског рата и послератни домаћи проблеми приморали Италију да се повуче 1920. Жеља за надокнађивањем овог неуспеха била је један од главних Мусолинијевих мотива за инвазију на Албанију.
Албанија је била културно и историјски важна за националистичке циљеве италијанских фашиста, јер је територија Албаније дуго била део Римског царства, чак и пре него што су Римљани припојили северну Италију. Касније, током високог средњег века нека обална подручја (попут Драча) била су под утицајем и влашћу италијанских сила, углавном Напуљског краљевства и Млетачке републике дуги низ година (види Млетачка Албанија). Италијански фашистички режим легитимисао је свој захтев за Албанијом кроз студије којима су прогласили расни афинитет Албанаца и Италијана, посебно у односу на Југословене. Италијански фашисти тврдили су да су Албанци преко етничког наслеђа повезани са Италијанима због везе са праисторијским италиотским, илирским и римским становништвом, и да су утицаји које су Римско и Млетачко царство имали над Албанијом оправдавали право Италије да је поседује.
Када је Мусолини преузео власт у Италији, окренуо се Албанији. Италија је започела продор у албанску економију 1925. године, када се Албанија сложила да дозволи Италији да експлоатише њене минералне ресурсе. Након тога уследили су Први уговор из Тиране 1926. године и Други уговор из Тиране 1927. године, којим су Италија и Албанија ушле у одбрамбени савез. Између осталог, албанска влада и економија били субвенционисани италијанским зајмовима, а Краљевску албанску војску нису обучавали само италијански војни инструктори, већ су већину официра у војсци чинили Италијани, други Италијани били су високо позиционирани у албанској влади. Трећина албанског увоза долазила је из Италије.
Упркос снажном италијанском утицају, краљ Зог I је одбио да у потпуности попусти италијанском притиску. Током 1931. отворено се залагао против Италијана, одбијајући да обнови Тирански уговор из 1926. године. Након што је Албанија потписала трговинске споразуме са Југославијом и Грчком 1934. године, Мусолинију је пропао покушај застрашивања Албанаца слањем флоте ратних бродова у Албанију.
Како је Немачка анектирала Аустрију и кренула против Чехословачке, Италија је себе видела као подређеног члана Челичног пакта. У међувремену је и албански краљ Зог добио наследника. Након што је Хитлер напао Чехословачку (15. март 1939) а да унапред није обавестио Мусолинија, италијански диктатор је одлучио да одговори са сопственом анексијом Албаније. Италијански краљ Виторио Емануеле III критиковао је план анексије Албаније јер је сматрао да је то велики непотребни ризик за готово занемарљиви добитак. Рим је, међутим, послао ултиматум Тирани 25. марта 1939, захтевајући да пристану на италијанску окупацију Албаније. Зог је одбио да прихвати новац у замену за дозволу потпуног италијанског преузимања и колонизације Албаније.
Албанска влада покушала је да држи у тајности вести о италијанском ултиматуму. Док је Радио Тирана упорно емитовао да се ништа не догађа, људи су били сумњичави, а вест о италијанском ултиматуму проширила се из незваничних извора. Петог априла се родио краљев син, а у знак славља су пуцали топови. Људи су збуњени излили на улице, али вест о новорођеном принцу их је смирила. Људи су били сумњичави да се нешто друго догађа, што је истог дана довело до антиталијанске демонстрације у Тирани. Дана 6. априла било је неколико демонстрација у главним албанским градовима. Истог поподнева, 100 италијанских авиона прелетело је Тирану, Драч и Валону, бацајући летке упућујући људе да се потчине италијанској окупацији. Народ се био разбеснео овом демонстрацијом силе и позвао владу да се одупре и да пусти Албанце ухапшене као "комунисте". Гомила је узвикивала: "Дајте нам оружје! Распродани смо! Издани смо!". Када је била расписана мобилизација, многи високи официри већ су били напустили земљу. Влада је почела да се распада. Министар унутрашњих послова Муса Јука кренуо је из земље за Југославију истог дана. Док је краљ Зог нацији најавио да ће се одупрети италијанској окупацији, људи су осећали да их напушта њихова влада.

## Инвазија
Првобитни италијански планови за инвазију предвиђали су до 50.000 људи уз подршку 51 поморске јединице и 400 авиона. На крају је снага инвазије порасла на 100.000 људи које је подржавало 600 авиона, али је само 22.000 људи учествовало у инвазији. Дана 7. априла Мусолинијеве трупе, предвођене генералом Алфредом Гуцонијем, напале су Албанију, истовремено нападајући све албанске луке. Италијанске морнаричке снаге укључене у инвазију састојале су се од бојних бродова Ђулија Чезара и Конта ди Кавура, три тешких крстарица, три лаких крстарица, девет разарача, четрнаест торпиљарки, једног минополагача, десет помоћних бродова и девет транспортних бродова. Бродови су били подељени у четири групе које су извршавале искрцавања у Валони, Драчу, Светом Јовану и Саранди. Румунска краљевска војска никада није била распоређена у Саранду, а Италија је током инвазије освојила румунску концесију заједно са остатком Албаније.
Са друге стране, редовна албанска војска имала је 15.000 слабо опремљених војника које су обучавали италијански официри. План краља Зога био је да пружи отпор у планинама, остављајући луке и главне градове небрањеним, али су италијански агенти смештени у Албанији као војни инструктори саботирали овај план. Албанци су открили да су артиљеријска оруђа онеспособљена и да није било муниције. Као последица тога, главни отпор пружила је Краљевска албанска жандармерија и мале групе родољуба.
У Драчу је снага од 500 Албанаца, укључујући жандаре и наоружане добровољце, коју су предводили мајор Абаз Купи (командант жандармерије у Драчу) и Мујо Улћинаку, поморски наредник, покушала да заустави италијанско напредовање. Опремљени лаким оружјем и са три митраљеза и подржани обалном батеријом, браниоци су се неколико сати опирали пре него што су савладани. Краљевска албанска морнарица стационирана у Драчу састојала се од четири патролна чамца (сваки наоружан митраљезом) и обалске батерије са четири топа од 75 мм. Мујо Улћинаку, командант патролног чамца ,,Тиране“, користио је свој митраљез да убије и рани многе италијанске војнике док га није убила артиљеријска граната испаљена са италијанског ратног брода. На крају је велики број лаких тенкова истоварен са италијанских бродова. Након тога, отпор је почео да се руши и за пет сати Италијани су заузели град.
До 13:30 7. априла, све албанске луке биле су у италијанским рукама. Истог дана краљ Зог, његова супруга и њихов новорођени син Лека побегли су у Грчку, поневши са собом део златних резерви Албанске централне банке. Чувши вест, бесна руља напала је затворе, ослободила затворенике и опљачкала краљеву резиденцију. У 9.30 сати 8. априла, италијанске трупе ушле су у Тирану и брзо заузеле све владине зграде. Италијанске колоне војника потом су кренуле ка Скадру, Фјеру и Елбасану. Скадар се предао увече после 12 сати борбе. Међутим, два официра гарнизована у замку Розафа одбила су да се повинују наредби о прекиду ватре и наставили су да се боре све док им није понестало муниције. Италијанске трупе су се обрачунавале са албанским трупама у Скадру што је зауставило напредовање тог дана. Током италијанског напредовања у Скадру, руља је напала затвор и ослободила око 200 затвореника.
Број жртава у овим сукобима је споран. Италијански војни извештаји наводе да је у Драчу убијено 25 Италијана и 97 рањено, док су локални извори тврдили да је убијено 400 Италијана. Албанске жртве су износиле око 160 мртвих и неколико стотина рањених.
Дана 12. априла, албански парламент гласао је за свргавање Зога и уједињење нације са Италијом „у личној унији“ понудивши албанску круну италијанском краљу Виториа Емануела III. Парламент је за премијера изабрао највећег албанског земљопоседника Шефкета Верлација. Верлаци је био привремени шеф државе током наредних пет дана док Виторио Емануеле III формално није прихватио албанску круну у палати Квиринале у Риму. Виторио Емануеле III именовао је Франческа Ђакомонија ди Сан Савина, бившег амбасадора у Албанији, да га заступа у Албанији као „краљев генерал-потпуковник“ (у ствари вицекраљ).
Генерално, италијанска инвазија је била лоше планирана, лоше изведена и успела је само зато што је албански отпор био гори. Као што је Филипо Анфусо, главни помоћник грофа Ћана саркастично започео „… да су Албанци имали само добро наоружану ватрогасну бригаду, могли су нас потиснути на Јадран".

## Последице
Албанија је 15. априла 1939. године иступила из Друштва народа, које је Италија напустила 1937. године. Дана 3. јуна 1939. године албанско министарство спољних послова спојено је са италијанским министарством спољних послова, а албански министар спољних послова Џемил Дино постављен је за италијанског амбасадора. По заузимању Албаније, италијански диктатор Бенито Мусолини прогласио је службено стварање Италијанског царства, а краљ Виторио Емануеле III добио је и титулу краља Албаније поред титуле цара Етиопије, која је била окупирана три године пре тога. Албанска војска је стављена под италијанску команду и формално је спојена у италијанску војску 1940. Поред тога, италијански црнокошуљаши формирали су четири легије албанске милиције, првобитно регрутоване од италијанских колониста који су живели у Албанији, али касније од етничких Албанаца.
Након окупације Албаније и успостављања нове владе, економије Албаније и Италије биле су повезане царинском унијом што је резултирало уклањањем већине трговинских ограничења. Преко царинске уније успостављен је италијански царински систем у Албанији. Због очекиваних економских губитака у Албанији због промене царинске политике, италијанска влада је Албанији сваке године обезбеђивала 15 милиона албанских лека као надокнаду . У Албанији су се примењивали италијански царински закони и само је Италија могла да закључује уговоре са трећим странама. Италијанском капиталу је било дозвољено да доминира албанском економијом. Као резултат, италијанским компанијама је било дозвољено да држе монополе у експлоатацији албанских природних ресурса.
Албанија је пратила Италију у рату против Британије и Француске 10. јуна 1940, и послужила је као база за италијанску инвазију на Грчку у октобру 1940, а албанске трупе су учествовале у грчкој кампањи, али су масовно напустиле линију фронта. Јужна подручја те земље (укључујући градове Ђирокастру и Корчу) привремено је заузела грчка војска током те кампање. Албанија је увећана у мају 1941. године анексијом Краљевине Југославије: Србије (Косова и Метохије)  и делова Црне Горе и Вардарске бановине, чиме су постигли националистички циљ стварања "Велике Албаније". Део западне обале Епира, Чамерија, није припојен, али је стављен под номиналном контролом албанског високог комесара. Када је Италија септембра 1943. напустила Силе осовине, немачке трупе су одмах окупирале Албанију након кратког похода, уз релативно јак отпор.
Током Другог светског рата, албански партизани, укључујући неке спорадичне албанске националистичке групе, борили су се против Италијана (после јесени 1942) и, после тога, Немаца. До октобра 1944. Немци су се повукли са јужног Балкана након војних пораза које им је нанела Црвена армија, колапса Румуније и Бугарске пред капитулацијом. Након одласка Немаца услед брзог напредовања албанских комунистичких снага, албански партизани сломили су националистички отпор и вођа Комунистичке партије Албаније, Енвер Хоџа, постао је вођа земље.

## У популарној култури
Догађаји око италијанске анексије Албаније били су део инспирације за осми том стрипа Тинтинове авантуре под називом Скиптар краља Отокара, са заплетом заснованим на измишљеној балканској земљи Силдавији и њеним тензијама са већим суседом Бордуријом. Аутор стрипова о Тинтину, Ерже, је такође инсистирао на томе да његов уредник објави то дело како би искористио тренутне догађаје 1939. године јер је "Силдавија" представљала Албанију.

### Додатни извори
- Fischer, Bernd J. (1999). Albania at War, 1939–1945. Purdue University Press. ISBN 978-155753141-4.
- Fischer, Bernd J. (1999). Albania at War, 1939–1945. C. Hurst & Co Publishers. ISBN 978-185065531-2.